# Хималайски тар
Хималайски тар (Hemitragus jemlahicus) е едър чифтокопитен високопланински бозайник от подсемейство Кози. Заедно с Нилгирийския и Арабския тар той е един от трите съвременни вида тар, и единствен съвременен представител на род Hemitragus към който причислявани и останалите два вида.

## Разпространение и местообитания
Видът е разпространен в Хималаите от южната част на индийския щат Джаму и Кашмир на югоизток до Сиким. Практически се среща на територията на три държани - Индия, Китай и Непал. Освен гореизброените два щата в Индия се среща и в Химачал Прадеш и Утаракханд като от там ареалът навлиза в северен Непал до Сиким. Почти по цялото протежение на ареала неговите северни граници навлизат в крайните южни части на Тибет.
Видът е високопланински и се среща на надморска височина от 2500 до 5200 метра. В миналото в Непал и Индия се е срещал и на надморска височина до 1500 метра, но човешката дейност изтласкала представителите на вида на по-голяма надморска височина, която е по-трудно достъпна за човека. Предпочита субалпийски и алпийски участъци на надморска височина 3500 - 4500 метра, а при по-сурови условия се спуска надолу до нивото на смесените дъбови гори. Въпреки че обитава голяма част от граничния с Бутан щат Сиким не съществуват сигурни сведения за съществуването му на територията на тази Хималайска страна. Съществуват предположения, че единични индивиди се срещат в крайните западни части на Бутан.
Видът е интродуциран на няколко место по света. Един от най-успешните примери е в Южните Алпи на Южния остров на Нова Зеландия. След интродуцирането му през 1904 г. са се обособили няколко стада, чиято численост обаче се контролира поради възможното пагубно действие върху местната растителност. През 1930-те години двойка хималайски тарове успява да избяга от зоологическа градина в Кейптаун и да се засели в планината Тейбъл. Днес популацията е ограничена до няколко индивида поради отстрел като на тяхно място са реинтродуцирани местните антлопи клипшпрингер. Отделни стада се срещат и в Ню Мексико, Калифорния и Онтарио с цел спортен лов. В Нова Зеландия обитава височина от 750 до 2250 метра като предпочита тревисти и скалисти склонове.

## Описание
Хималайските тарове имат малка глава с големи очи, малки заострени уши и червеникави бузи. Имат марки рога, а копитата са гъвкави и позволяват да се захващат гладки и стръмни скали с остри ръбове. Мъжките са по-големи и имат различно оцветяване и структура на рогата. Възрастните мъжки са високи около 90 - 155 cm, а тялото им е с дължина от 60 до 100 cm. Възрастните женски са с тегло 30 - 50 kg, а мъжките тежат двойно и повече - 70 - 140 kg.

## Поведение
Видът води дневен начин на живот. Активни са предимно на зазоряване и в късния следобед. Движи се на стада от 2 до 23 индивида. Извън размножителния сезон обикновено мъжките се движат отделно от женските с малките. Не съществува ясно обособена йерархия в стадото въпреки че по-едрите и по-силни мъжки се чифтосват по-често. Естествен враг се оказва снежния барс, а поради липсата на естествени хищници в Нова Зеландия единствен враг се оказва човека.

## Хранене
Представителите са тревопасни. Хранят се с трева, храсти и дървета, техните листа и плодове.

## Размножаване
Чифтосването продължава от октомври до януари. В Нова Зеландия се измества от април до юли с връх през май и началото на юни. Раждат обикновено по едно малко, рядко две след период на бременност от 180 - 242 дни, която зависи от периода на имплантация на плода. Полова зрялост настъпва на около година и половина. Въпреки това обаче мъжките успяват да се чифтосат с женска едва след четвъртата си година. Живеят около десетина години и рядко достигат до 15. В плен живеят до 22 години.